# René François Rohrbacher
René François Rohrbacher, född den 27 september 1789 i Langatte, död den 17 januari 1856, var en fransk romersk-katolsk kyrkohistoriker. 
Rohrbacher, som stod i vänskapligt förhållande till Lamennais, var med om upprättandet av tidskriften L'avenir, men följde inte sin vän vid brytningen med kyrkan. År 1835 blev Rohrbacher professor i kyrkohistoria i Nancy och levde senare tillbakadragen i Paris. Hans huvudverk är Histoire universelle de l'église catholique (29 band, I, 1842-49; 9:e upplagan 1903) i synkronistisk form, okritiskt och med apologetisk tendens.